# 天鷹座ω
天鷹座ω，又名BD+11 3790，HD 180868、SAO 104691、HR 7315，是天鷹座的一颗恒星，视星等为5.28，位于銀經46.24，銀緯-0.49，其B1900.0坐标为赤經19h 13m 7.3s，赤緯+11° -0.49′ 54″。